# Quasipuer
Quasipuer is een geslacht van vlinders van de familie snuitmotten (Pyralidae), uit de onderfamilie Phycitinae.

## Soorten
- Q. colon Christoph, 1881
- Q. diminutella Ragonot, 1901